# Diaphorus pauperculus
Diaphorus pauperculus är en tvåvingeart som beskrevs av Octave Parent 1935. Diaphorus pauperculus ingår i släktet Diaphorus och familjen styltflugor. Inga underarter finns listade i Catalogue of Life.